# Gentilés de France Y
Pour un article plus général, voir Gentilés de France.
Gentilés des communes françaises par ordre alphabétique
- A
- B
- C
- D
- E
- F
- G
- H
- I
- J
- K
- L
- M
- N
- O
- P
- Q
- R
- S
- T
- U
- V
- W
- X
- Y
- Z

- Amanzé : Yaude
- Y : Ypsiloniens
- Yainville : Yainvillais
- Ydes : Ydois
- Yerres : Yerrois
- Yffiniac : Yffiniacais
- Yutz : Yussois, Yutzois
- Yvetot : Yvetotois
- Yzeures-sur-Creuse : Yzeurois

## Pour approfondir